# Фейн, Энтони, 13-й граф Уэстморленд
Э́нтони Фе́йн, 13-й гра́ф Уэстморленд (англ. Anthony Fane, 13th Earl of Westmorland; 16 августа 1859 — 9 июня 1922) — британский аристократ и офицер, 13-й граф Уэстморленд (1891—1922).

## Биография
Энтони Фейн был младшим сыном Фрэнсиса Фейна, 12-го графа Уэстморленд и его супруги Аделаиды Керзон-Хау, дочери Ричарда Уильяма Керзона-Хау, 1-го графа Хау и его супруги Гарриет Джорджианы Браднелл. Получил образование в Итонском колледже, во время учёбы в котором играл в крикет, но за команду колледжа он не играл.
В 1891 году, после смерти отца Энтони унаследовал его титул граф Уэстморленд. 7 марта 1900 года был назначен майором 3-го батальона Нортгемптонширского полка. В составе своего батальона он проходил службу в Южной Африке во время Второй англо-бурской войны. В сентябре 1902 года граф Уэстморленд и солдаты его батальона вернулись на родину.
В 1907 году Фейн получил звание подполковника Нортгемптонширского полка, а в 1911 году был назначен адъютантом короля Георга V. Принимал участие в Первой мировой войне в звании подполковника, командуя Ланкаширскими фузилёрами.
Скончался 9 июня 1922 года, в возрасте 62 лет; ему наследовал старший сын Вер.

## Семья
28 мая 1892 года женился на Сибил Сент-Клер Эрскин, дочери Роберта Сент-Клера Эрскина, 4-го графа Росслин и Бланш Аделизы Фицрой. У супругов было 4 детей:
- Вер Фейн (25 марта 1893 — 12 мая 1948), 14-й граф Уэстморленд (1922—1948);
- Леди Энид Виктория Рэйчел Фейн (24 апреля 1894 — 9 сентября 1969), вышла замуж за майора Герберта Брока Тернора;
- Дост. Маунтджой Джон Чарльз Веддерберн Фейн (8 октября 1900 — 9 октября 1963);
- Леди Вайолет Глория Сибил Фейн (11 апреля 1902 — 9 сентября 1969);

После смерти первой жены, в апреле 1916 года, во второй раз женился на Кэтрин Луизе Гил, дочери Джона Сэмюэла Гила; их брак был бездетным.